# Giorgio Gusmini
Giorgio Gusmini (Gazzaniga, 9 december 1855 - Bologna, 24 augustus 1921) was een Italiaans geestelijke en kardinaal van de Rooms-Katholieke Kerk.
Gusmini bezocht het bisschoppelijk seminarie van Bergamo en het Pauselijk Athenaeum S. Appolinare in Rome. Hij promoveerde tot doctor in de theologie in 1878. In datzelfde jaar werd hij tot priester gewijd. Hij ging Italiaans, letterkunde en geschiedenis doceren aan het Collegio San Alessandro in Bergamo. In deze tijd schreef hij een beknopte geschiedenis van de Italiaanse letterkunde. Van 1888 tot 1910 deed hij pastoraal werk in Bergamo. Hij werd in 1902 benoemd tot aartspriester in Clusone. In 1901 werd hij Kamerheer in buitengewone dienst van paus Pius X.
Op 15 april 1910 benoemd Pius hem tot bisschop van Foligno. Hij zou vier jaar in Foligno blijven. In 1914 volgde hij Giacomo della Chiesa - die gekozen was tot paus Benedictus XV - op als aartsbisschop van Bologna. Benedictus verhief Gusmini bij zijn eerste consistorie, op 6 december 1915, tot kardinaal, met de Santa Susanna als titelkerk. Hij overleed, na een lang ziekbed, in 1921 en werd begraven in op het kartuizerkerkhof in Bologna. In 1923 werd zijn gebeente overgebracht naar de kathedrale kerk aldaar.
- Bibliothèque nationale de France: cb10630021s (data)
- Gemeinsame Normdatei: 135795672
- International Standard Name Identifier: 0000 0001 0874 3368
- Istituto Centrale per il Catalogo Unico: CFIV107514
- Virtual International Authority File: 17213134
- WorldCat: E39PBJyhhXxgGYBmBmPqQjhJXd